# Kiko (race caprine)
Pour les articles homonymes, voir Kiko.
La Kiko est une race de chèvre de boucherie développée en Nouvelle-Zélande par un groupe privé : GOATEX.
Il s'agissait de produire une race d'animaux adaptée à l'élevage extensif, mais avec des résultats techniques comparables avec la très grande majorité des élevages intensifs. 
Ce sont des animaux qui, pour ne pas perdre très rapidement leurs qualités, qui vont jusqu'à l'absence de coccidies pour les mâles, ne doivent être mis qu'entre des mains expertes, ce qui limite leur développement. 
La sélection génétique portant sur les critères de qualité (dernière version de  l'ISO), ce qui inclut outre la capacité de production, la capacité à résister et ou maîtriser certaines pathologies, nécessite une maîtrise des interactions entre l'homme, l'animal et le terroir, que beaucoup d'éleveurs ont perdue.